# 滋賀県道276号小室大路線
滋賀県道276号小室大路線（しがけんどう276ごうこむろおちせん）は、滋賀県長浜市を通る一般県道である。

## 概要
長浜市小室町から長浜市大路町に至る。
長浜市の中心部を南北に走る。

### 路線データ
- 起点：長浜市小室町（滋賀県道265号郷野湖北線交点）
- 終点：長浜市大路町（滋賀県道271号佐野長浜線交点）
- 総延長：5.9 km

## 路線状況

### バイパス
- 長浜市八島町 - 長浜市大路町・大路交差点

### 道路施設

#### 橋梁
- 新湯田橋（草野川、長浜市）
- 五百川橋（五百川、長浜市）

## 地理

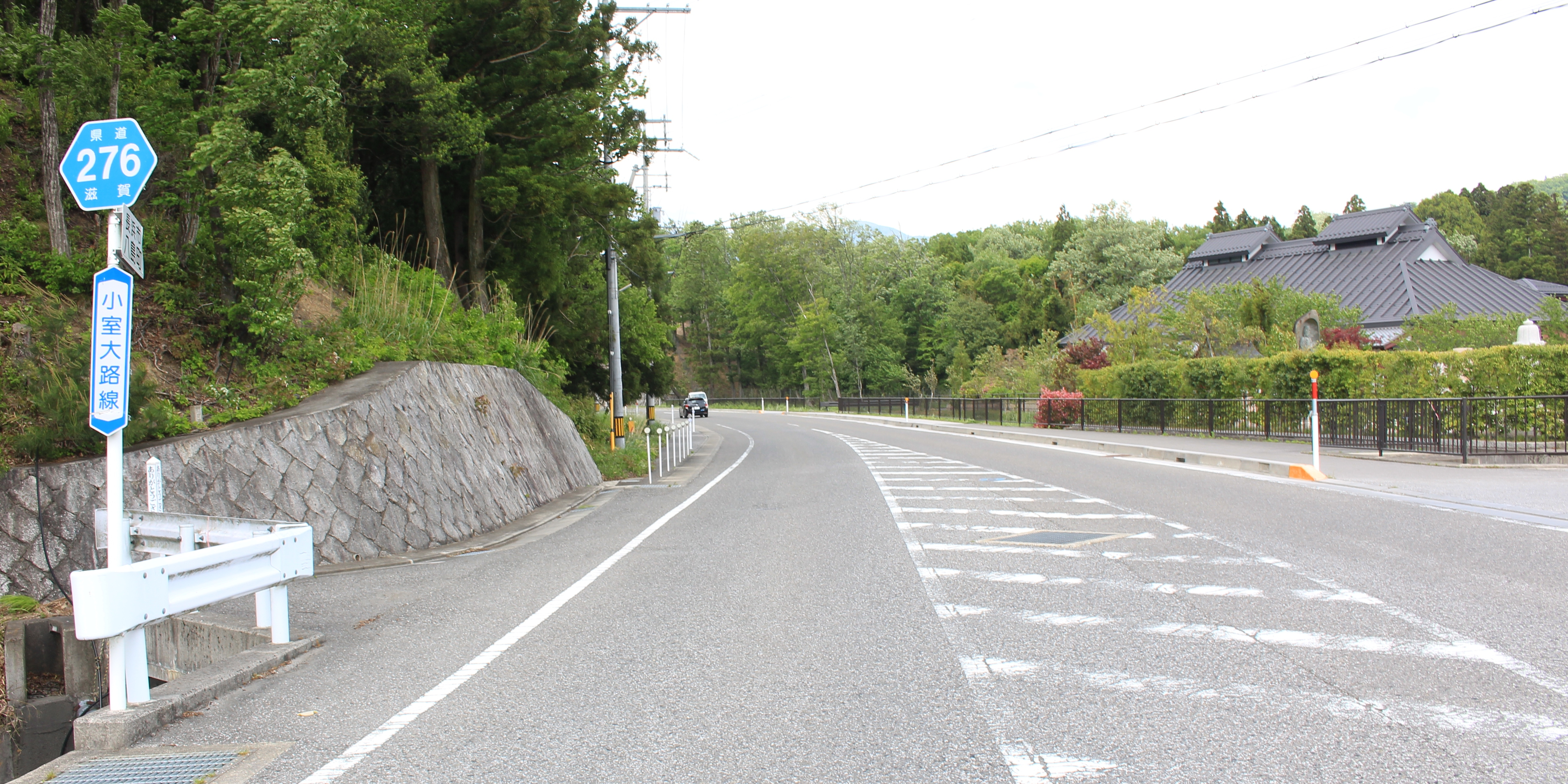
滋賀県道276号小室大路線、国道365号との交差点付近北側、沿線にあねがわ温泉
長浜市八島町

### 通過する自治体
- 長浜市

### 交差する道路
| 交差する道路            | 交差する場所 | 交差する場所           |
| ----------------------- | ------------ | ---------------------- |
| 滋賀県道265号郷野湖北線 | 小室町       | 起点                   |
| 国道365号               | 八島町       |                        |
| 滋賀県道273号東野虎姫線 | 内保町       | 長浜市浅井支所前交差点 |
| 坂浅東部広域農道        | 大路町       |                        |
| 滋賀県道271号佐野長浜線 | 大路町       | 終点                   |

### 沿線
- 長浜市立浅井中学校
- 長浜市立湯田小学校
- 長浜市役所 浅井支所
- 滋賀銀行 浅井支店
- 関西みらい銀行 浅井支店
- 琵琶湖製紙